# 山形屋ストア
株式会社山形屋ストア（やまかたやストア）は、南九州の老舗百貨店である山形屋が、1969年（昭和44年）4月1日に設立した、鹿児島都市圏の一部と宮崎県宮崎市・日南市で展開するスーパーマーケットである。CGCグループ加盟スーパー。

## 概要
出店形態は、市街地に独立店舗として出店する「山形屋ストア」と、ショッピングセンターの運営を行いその核店舗となる「山形屋ショッピングプラザ」の2種類である。他には、親会社である山形屋の店舗内で、食品部門の一部もしくは全ての運営を担う店舗もある。
百貨店傘下のスーパーマーケットとしては九州では希少であり、伊勢丹とクイーンズ伊勢丹の関係に類似した基本概念の店舗である。
日常の買物から、ハレの日のちょっと良い物までをカバーする店である。食品のプライベートブランドには、シジシージャパンの商品も店頭に並べている。
山形屋グループ及び山形屋友の会の商品券が全店で利用でき、全国百貨店共通商品券についても株式会社山形屋の発行分については利用可能。
シンボルマークは親会社・山形屋の社章である「丸岩マーク」が使われている。
かつては市電において中郡店、谷山店、新屋敷店の車内広告を行っており、テーマソングにおけるサビの部分のインストゥルメンタルから始まる内容で、山形屋ストアのサウンドロゴを使用していた。
1999年（平成11年）6月1日付で山形屋ストアと宮崎山形屋ストアが合併。
2011年（平成23年）9月10日からは、会員制で入会費や年会費が不要のネットスーパー「山形屋ストアネットスーパー」が開始。配達地域は鹿児島市全域が対象で、午前9時までの注文で即日配達され代金引換、クレジットカード、山形屋商品券、山形屋七草会買い物券も使用可能。
2021年（令和3年）4月1日からは、山形屋ストアの総菜コーナーにおいても食堂で提供されているミニサイズと同等の量の「山形屋の焼きそば」を、持ち帰り用の総菜として販売している。
2023年（令和5年）4月14日には、鹿児島中央駅のの隣接地にあるAMU WE1階に19年ぶりの新店となる山形屋ストアAMU WE店が、山形屋ストアでは標準的なサイズである約370坪の店舗として開店。開業に際し、近隣の商業施設や家電量販店などとの情報交換の場を設け、通行人調査を行い店づくりの方向性を念入りに策定。AMU WEの開業式典には、アミュプラザ鹿児島のイメージキャラクターであるお笑いタレントのなかやまきんに君も駆けつけて会場を盛り上げ、山形屋ストアAMU WE店の入り口では、なかやまきんに君の焼印が入った山形屋の金生まんじゅうが振る舞われた。周辺に勤務する会社員と駅や商業施設関係者の昼食需要、周辺住民の夕食需要を考慮し、既存店で約8パーセントである総菜の品揃えをAMU WE店では20パーセントに引き上げたうえ、山形屋の名物商品も総菜を中心として導入。山形屋ストアのロゴも、丸岩マークではなく山形屋の若葉マークを使用。

## 店舗一覧

### 鹿児島県
山形屋ストア
- AMUWE店
- 谷山店
- 西田店
- 城西店
- 紫原店
- 大明ケ丘店
- 武岡ハイランド店
- 西皇徳寺店 - 2025年2月24日に閉店予定[9]。
- 妙円寺店
- 加治木店

山形屋ショッピングプラザ
- 明和店
- 皇徳寺店
- 隼人店

山形屋内店舗
- 山形屋店（野菜、鮮魚、食肉、一部グロサリー）
- きりしま国分山形屋食品フロア
- 川内山形屋食選館

### 宮崎県
山形屋ストア
- 小松台ハイランド店
- 生目台カリヨン店

山形屋ショッピングプラザ
- 大塚台店
- 平和台店

山形屋内店舗
- 宮崎山形屋店（野菜、グロサリー）
- 日南山形屋食選館 - 2025年2月24日閉店予定[9]

## 出店地域
鹿児島県
鹿児島市、日置市、霧島市、姶良市、薩摩川内市
宮崎県
宮崎市、日南市